# SIGSYS
SIGSYS — сигнал на POSIX-сумісних платформах, який посилається процесу при виявленні помилки в аргументах системного виклику. Символьна змінна SIGSYS оголошена у заголовному файлі signal.h. Символьні імена для процесів використовуються через те, що їхні номери залежать від конкретної платформи.

## Етимологія
SIG є загальноприйнятий префіксом для назв сигналів. SYS (англ. system [call]) — системний виклик.